# 독일 자유사상당
독일 자유사상당(독일어: Deutsche Freisinnige Partei, DFP) 또는 독일 급진당은 독일의 단명한 자유주의 정당이다. 이 정당은 1884년 독일 진보당과 자유연합의 합당으로 세워졌다

## 정책
자유당은 독일 입헌군주제를 통한 의회주의 확대, 정교분리, 유대인 해방을 지지했다.

## 같이 보기
- 자유민주주의
- 자유주의

1. ↑  Bonham, Gary (1991). 《Ideology and Interests in the German State》. Routledge. 72쪽.
2. ↑  Retallack, James (1992). 《Antisocialism and Electoral Politics in Regional Perspective: The Kingdom of Saxony》. 《Elections, Mass Politics and Social Change in Modern Germany: New Perspectives》 (Cambridge University Press). 62쪽.
3. ↑  Lerman, Katharine Anne (2004). 《Bismarck》. Pearson. 199쪽.